# Вышка (газета)
«Вышка» — независимая общественно-политическая газета Азербайджана. Была создана как орган Центрального комитета Коммунистической партии Азербайджана. Выходит с 1 марта 1928 года. Газета, и это видно из названия, освещала в первую очередь работу и жизнь добытчиков главного богатства Азербайджана — нефти. На страницах газеты часто печатались репортажи с предприятий нефтедобычи, освещавшие труд и быт нефтяников. В 1978 году газета награждена орденом Трудового Красного Знамени. С упразднением Компартии Азербайджана в сентябре 1991 года газета стала независимой и была объявлена собственностью творческого коллектива редакции. В 1990-е годы, несмотря на трудности, редакция не прекращала свою работу, и газета продолжала выходить регулярно, став важной русскоязычной общественно-политической газетой Азербайджана. В 1998 году соучредителем газеты стала Государственная нефтяная компания Азербайджанской Республики.